# سی جی پی ۵۲۶۰۸
سی جی پی ۵۲۶۰۸ (به انگلیسی: CGP 52608) با فرمول شیمیایی C8H12N4OS2 یک ترکیب شیمیایی با شناسه پاب‌کم 6344 است. که جرم مولی آن ۲۴۴٫۳۴ گرم بر مول می‌باشد.